# Kafr kasem
Kafr-Kassem (àrab: كفر قاسم, Kafr Qāsim) és una pel·lícula dramàtica siriana, produïda per Al-Sharq Establishment for Production and Distribution, dirigida pel director Borhane Alaouié el 1975, i de 120 min de durada.
El tema de la pel·lícula és la massacre de Kafr Qasim que va tenir lloc en Israel en 1956.

## Repartiment
- Abdallah Abbassi
- Ahmad Ayub
- Salim Sabri
- Shafiq Manfaluti
- Charlotte Rushdi
- Zaina Hanna
- Intissar Shammar

## Premis
Va ser mostrada al 9è Festival Internacional de Cinema de Moscou, on va guanyar un Diploma. També va guanyar el Tanit d'or al 5è Festival de Cinema de Cartago.